# NGC 1707
NGC 1707 este o galaxie situată în constelația Orion. A fost descoperită în 8 ianuarie 1828 de către John Herschel.